# Велеснівська сільська рада
Ве́леснівська сільська́ ра́да — адміністративно-територіальна одиниця та орган місцевого самоврядування в Монастириському районі Тернопільської області. Адміністративний центр — село Велеснів.

## Загальні відомості
Велеснівська сільська рада утворена в 1940 році.
- Територія ради: 4,33 км²
- Населення ради: 975 осіб (станом на 2001 рік)
- Територією ради протікає річка Коропець

## Населені пункти
Сільській раді були підпорядковані населені пункти:
- с. Велеснів
- с. Залісся

## Склад ради
Рада складалася з 12 депутатів та голови.
- Голова ради: Бушта Микола Михайлович
- Секретар ради: Денисюк Марія Андріївна

### Керівний склад попередніх скликань
| Прізвище, ім'я, по батькові | Основні відомості                                                               | Дата обрання | Дата звільнення |
| --------------------------- | ------------------------------------------------------------------------------- | ------------ | --------------- |
| Бриняк Роман Федорович      | Сільський голова, 1955 року народження, освіта середня спеціальна, безпартійний | 26.03.2006   | 31.10.2010      |
| Бриняк Роман Федорович      | Сільський голова, 1955 року народження, освіта середня спеціальна, безпартійний | 31.10.2010   | 09.11.2015      |

Примітка: таблиця складена за даними сайту Верховної Ради України

### Депутати
За результатами місцевих виборів 2010 року депутатами ради стали:

#### За суб'єктами висування
| Суб'єкт висування | Кількість обраних депутатів | %    |
| ----------------- | --------------------------- | ---- |
| Самовисування     | 12                          | 85,7 |
| Народна партія    | 2                           | 14,3 |

#### За округами
| № округу       | Прізвище, ім'я, по батькові | Дата визнання обраним | Освіта  | Партійна приналежність | Відомості про обраного депутата                                                                                           |
| -------------- | --------------------------- | --------------------- | ------- | ---------------------- | --- |
| Народна Партія |                             |                       |         |                        | |
| 9              | Кочан Юрій Васильович       | 02.11.2010            | середня | член Народної партії   | Івано-Франківське училище № 21, студент                                                                                   |
| 14             | Лужний Володимир Михайлович | 02.11.2010            | середня | член Народної партії   | тимчасово не працює |
| Самовисування  |                             |                       |         |                        | |
| 1              | Бойко Марія Степанівна      | 02.11.2010            | вища    | позапартійна           | тимчасово не працює |
| 2              | Бабенкова Леся Василівна    | 02.11.2010            | середня | позапартійна           | Велеснівська загальноосвітня школа І-ІІ ст., кухар                                                                        |
| 3              | Гринда Марія Петрівна       | 02.11.2010            | середня | позапартійна           | тимчасово не працює |
| 4              | Кріслата Марія Михайлівна   | 02.11.2010            | вища    | позапартійна           | тимчасово не працює |
| 5              | Панчишин Ярослав Михайлович | 02.11.2010            | середня | позапартійний          | Велеснівська загальноосвітня школа І-ІІ ст., кочегар                                                                      |
| 6              | Петренко Микола Степанович  | 02.11.2010            | вища    | позапартійний          | тимчасово не працює |
| 7              | Юрків Ольга Іванівна        | 02.11.2010            | середня | позапартійна           | Велеснівська загальноосвітня школа І-ІІ ст., майстер по обслуговуванню шкільних приміщень                                 |
| 8              | Кріслата Оксана Степанівна  | 02.11.2010            | середня | позапартійна           | Монастириський районний територіальний центр соціального обслуговування (надання соціальних послуг), соціальний працівник |
| 10             | Торконяк Надія Михайлівна   | 02.11.2010            | вища    | позапартійна           | Велеснівська сільська рада, головний спеціаліст-головний бухгалтер                                                        |
| 11             | Денисюк Марія Андріївна     | 02.11.2010            | вища    | позапартійна           | Велеснівська сільська рада, секретар                                                                                      |
| 12             | Бак Ольга Василівна         | 02.11.2010            | вища    | позапартійна           | Управління Держкомзему в Монастириському районі, спеціаліст                                                               |
| 13             | Хорощак Віталій Степанович  | 02.11.2010            | середня | позапартійний          | Підпорядкована державна пожежна частина № 19 м. Монастириська, радіотелефоніст                                            |